# Indicatif régional 952

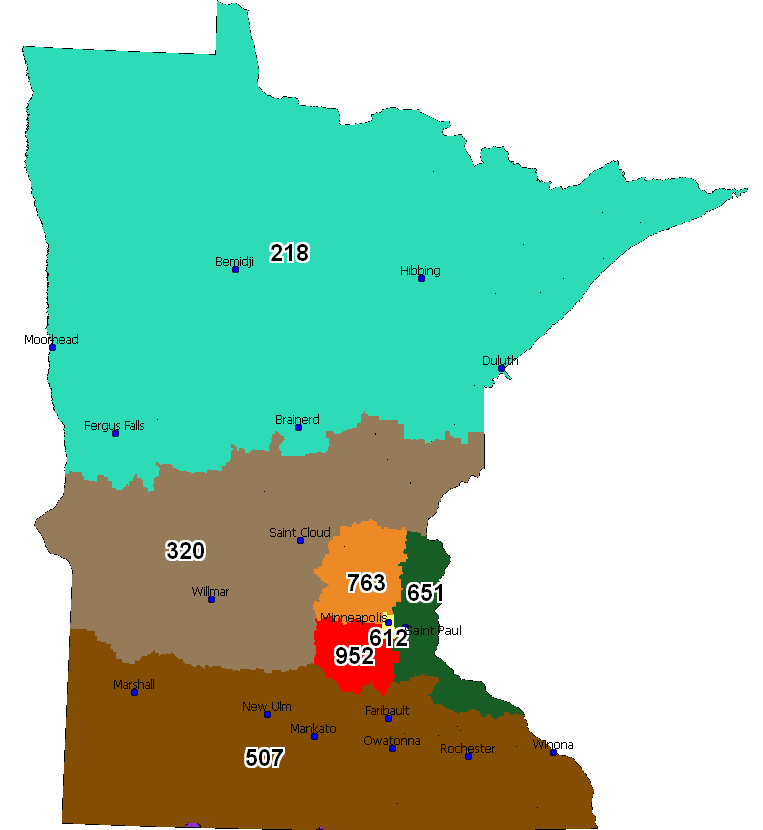
Carte de l'État du Minnesota avec les territoires de ses indicatifs régionaux. L'indicatif régional 952 est en rouge au centre est de l'État.

L'indicatif régional 952 est l'un des indicatifs téléphoniques régionaux de l'État du Minnesota aux États-Unis. Cet indicatif couvre une partie de l'est de l'État. Plus précisément, l'indicatif dessert les banlieues sud-ouest des villes jumelles Minneapolis-Saint Paul, incluant les villes de Bloomington, Eden Prairie, Edina et Minnetonka.
La carte ci-contre indique en rouge le territoire couvert par l'indicatif 952.
L'indicatif régional 952 fait partie du plan de numérotation nord-américain.

## Villes desservies par l'indicatif
| - Apple Valley - Belle Plaine - Bloomington - Burnsville - Carver - Chanhassen - Chaska - Cologne - Eden Prairie - Edina - Elko New Market | - Excelsior - Hopkins - Jordan - Lakeville - Long Lake - Minnetonka - Minnetrista - Mound - New Prague - Norwood Young America - Orono | - Prior Lake - St. Bonifacius - Saint Louis Park - Savage - Shakopee - Shorewood - Spring Park - Tonka Bay - Victoria - Waconia - Watertown - Wayzata |

## Source
- (en) Cet article est partiellement ou en totalité issu de l’article de Wikipédia en anglais intitulé « Area code 952 » (voir la liste des auteurs).